# Leptogium punctulatum
Leptogium punctulatum är en lavart som beskrevs av Nyl. Leptogium punctulatum ingår i släktet Leptogium och familjen Collemataceae.   Inga underarter finns listade i Catalogue of Life.